# Ariclenes da Silva Ferreira
Ariclenes da Silva Ferreira, más conocido como Ari (Fortaleza, Brasil, 11 de diciembre de 1985), es un futbolista brasileño naturalizado ruso. Juega como delantero en el F. C. Atlético Cearense del Campeonato Brasileño de Serie C.

## Trayectoria
Hace una buena temporada en Suecia con el Kalmar FF quedando subcampeón donde comando el ataque con su compatriota César Santin siendo goleador del equipo.
A mediados de 2007 llega al AZ Alkmaar de Países Bajos donde hizo grandes temporadas siendo campeón de la Eredivisie 2008-09 compartiendo el ataque con el goleador del equipo Mounir El Hamdaoui, el internacional italiano Graziano Pellè, con su compatriota Jonathas y el equipo con el argentino Sergio "Chiquito" Romero.
Jugó la Liga de Campeones de la UEFA 2012-13 con el FC Spartak de Moscú compartiendo el ataque con su compatriota Welliton.

## Clubes
| Club                           | País         | Año       |
| ------------------------------ | ------------ | --------- |
| Fortaleza E. C.                | Brasil       | 2005-2006 |
| Kalmar FF                      | Suecia       | 2006-2007 |
| AZ Alkmaar                     | Países Bajos | 2007-2010 |
| F. C. Spartak de Moscú         | Rusia        | 2010-2013 |
| F. C. Krasnodar                | Rusia        | 2013-2021 |
| F. C. Lokomotiv Moscú (cedido) | Rusia        | 2017-2018 |
| F. C. Atlético Cearense        | Brasil       | 2022-     |

## Palmarés

### Títulos regionales
| Título     | Club            | País   | Año  |
| ---------- | --------------- | ------ | ---- |
| Cearense 1 | Fortaleza E. C. | Brasil | 2005 |

### Títulos nacionales
| Título                        | Club                  | País         | Año     |
| ----------------------------- | --------------------- | ------------ | ------- |
| Eredivisie                    | AZ Alkmaar            | Países Bajos | 2008-09 |
| Supercopa de los Países Bajos | AZ Alkmaar            | Países Bajos | 2009    |
| Copa de Rusia                 | F. C. Lokomotiv Moscú | Rusia        | 2016-17 |
| Liga Premier de Rusia         | F. C. Lokomotiv Moscú | Rusia        | 2017-18 |